# عصفور الراية الملونة
عصفور الراية الملونة أو عصفور قوس قزح (الاسم العلمي: Passerina ciris) تتواجد هذه الطيور في الولايات المتحدة الأمريكية، وخصوصا، في جنوب ووسط أمريكا.